# Holoaden pholeter
Holoaden pholeter es una especie de anfibio anuro de la familia Craugastoridae.

## Distribución geográfica
Esta especie es endémica del estado de Río de Janeiro en Brasil. Se encuentra entre los 1200 y 1400 m sobre el nivel del mar en el municipio de Nova Friburgo.

## Publicación original
- Pombal, Siqueira, Dorigo, Vrcibradic & Rocha, 2008: A third species of the rare frog genus Holoaden (Terrarana, Strabomantidae) from a montane rainforest area of southeastern Brazil. Zootaxa, n.º 1938, p. 61-68.[6]